# خورخي غونزاليس توريس
خورخي غونزاليس توريس هو سياسي مكسيكي، ولد في 1942 في Cotija de la Paz ‏ في المكسيك. نشط حزبياً في Ecologist Green Party of Mexico ‏ والحزب الثوري المؤسساتي.